# Jānis Lūsis (Zoologe)
Jānis Lūsis (* 5. Dezember 1897; † 10. August 1979) war ein sowjetischer Zoologe und Genetiker.

## Leben
Lūsis besuchte von 1912 bis 1916 die Realschule in der Stadt Walk. Mit seinem Klassenkameraden T. K. Lepin verband ihn eine lebenslange Freundschaft. Er studierte an der Leningrader Universität Biologie und lehrte dann dort bis 1936. 1949 kehrte er nach Lettland zurück. 1958 wurde er korrespondierendes Mitglied der Akademie der Wissenschaften Lettlands. Bis 1979 blieb er Professor für Zoologie an der Pēteris-Stučka-Universität der Lettischen Sowjetrepublik.

## Auszeichnungen
- 1965: Verdienter Wissenschaftler der Lettischen SSR
- 1968: Rotbannerorden